# Trescasas (kommunhuvudort)
Trescasas är en kommunhuvudort i Spanien.   Den ligger i provinsen Provincia de Segovia och regionen Kastilien och Leon, i den centrala delen av landet, 70 km norr om huvudstaden Madrid. Trescasas ligger 1 131 meter över havet och antalet invånare är 305.
Terrängen runt Trescasas är varierad. Runt Trescasas är det glesbefolkat, med 17 invånare per kvadratkilometer. Närmaste större samhälle är Segovia, 7,1 km väster om Trescasas. Trakten runt Trescasas består i huvudsak av gräsmarker.